# Liste des lieux patrimoniaux du comté de Queens (Nouveau-Brunswick)
Pour les articles homonymes, voir Liste des lieux patrimoniaux du comté de Queens.
Cet article recense les lieux patrimoniaux du comté de Queens inscrit au répertoire des lieux patrimoniaux du Canada, qu'ils soient de niveau provincial, fédéral ou municipal.

## Liste des lieux patrimoniaux
- Haut – A
- B
- C
- D
- E
- F
- G
- H
- I
- J
- K
- L
- M
- N
- O
- P
- Q
- R
- S
- T
- U
- V
- W
- X
- Y
- Z

| [ 1 ] | Lieu patrimonial                                     | Illustration   | Communauté        | Adresse                      | Coordonnées        | No    | Constr.              | Prot. | Rec. | Notes |
| ----- | ---------------------------------------------------- | -------------- | ----------------- | ---------------------------- | ------------------ | ----- | -------------------- | ----- | ---- | ----- |
| P     | Site archéologique Jemseg                            | Téléverser     | Cambridge         | Chemin Scotchtown            | 45.82883 -66.11635 | 7990  |                      | LPP   | 2005 |       |
| L     | Bibliothèque régionale de Cambridge-Narrows          | Téléverser     | Cambridge-Narrows | 2216, chemin Lakeview        | 45.83203 -65.95443 | 15645 | 1860 (vers)          | LHL   | 2009 |       |
| L     | Édifice municipal de Cambridge-Narrows               | Téléverser     | Cambridge-Narrows | 6, voie Municipal            | 45.82765 -65.95599 | 15646 | 1952                 | LHL   | 2009 |       |
| L     | Maison Anthony Flower                                | Téléverser     | Cambridge-Narrows | Chemin Lower Cambridge       | 45.82798 -65.95716 | 15643 | 1818                 | LHL   | 2009 |       |
| L     | Maison Charles Robinson                              | Téléverser     | Cambridge-Narrows | 2321, chemin Lower Cambridge | 45.82298 -65.95279 | 15648 | 1816                 | LHL   | 2009 |       |
| L     | Maison Dr Malcolm MacDonald                          | Téléverser     | Cambridge-Narrows | 2224, chemin Lakeview        | 45.83138 -65.95507 | 15649 | 1898                 | LHL   | 2009 |       |
| L     | Maison James S. Robinson                             | Téléverser     | Cambridge-Narrows | 2349, chemin Lower Cambridge | 45.82096 -65.95736 | 15650 | 1880 et 1890 (entre) | LHL   | 2009 |       |
| L     | Maison Nehemiah Belyea                               | Téléverser     | Cambridge-Narrows | 3259, chemin Lower Cambridge | 45.75556 -66.01472 | 15651 | 1836 (vers)          | LHL   | 2009 |       |
| L     | Parc de conservation Pines                           | Téléverser     | Cambridge-Narrows | 1307, promenade Bridge       | 45.82981 -65.94825 | 15647 |                      | LHL   | 2009 |       |
| L     | Phare de la ferme Hendry                             | Téléverser     | Cambridge-Narrows | Voie Washademoak             | 45.73294 -66.04824 | 15497 | 1869                 | LHL   | 2009 |       |
| L     | Quais de Cambridge-Narrows                           | Téléverser     | Cambridge-Narrows | Lac Washademaok, rive ouest  | 45.78482 -65.98688 | 15644 |                      | LHL   | 2009 |       |
| P     | Site Cow Point                                       | Site Cow Point | Canning           | Chemin Scotchtown            | 45.87951 -66.16729 | 13155 |                      | LPP   | 2000 |       |
| L     | Centre communautaire patrimonial de Chipman          | Téléverser     | Chipman           | 238, rue Main                | 46.17593 -65.88087 | 12222 | 1939                 | LHL   | 2009 |       |
| L     | Édifice Darrah's Insurance Ltd.                      | Téléverser     | Chipman           | 267, rue Main                | 46.17461 -65.88221 | 12222 | 1943                 | LHL   | 2009 |       |
| L     | Cheminée de l'usine Reid                             | Téléverser     | Gagetown          | 32-34, chemin Old Mill       | 45.76216 -66.14036 | 15952 | 1919                 | LHL   | 2007 |       |
| L     | Cimetière de l'église anglicane Saint John           | Téléverser     | Gagetown          | Rue Front                    | 45.78520 -66.14455 | 15951 |                      | LHL   | 2007 |       |
| L     | Claremont                                            | Téléverser     | Gagetown          | 104, chemin Tilley           | 45.78846 -66.14644 | 15603 | 1845 et 1850 (entre) | LHL   | 2007 |       |
| L     | Glenora                                              | Téléverser     | Gagetown          | 7, rue Peters                | 45.78331 -66.14546 | 15944 | 1792                 | LHL   | 2007 |       |
| L     | Maison Harry Peters                                  | Téléverser     | Gagetown          | 5, chemin Mill               | 45.78113 -66.14501 | 15945 | 1815 (vers)          | LHL   | 2007 |       |
| L     | Maison Hector                                        | Téléverser     | Gagetown          | 20, rue Front                | 45.78001 -66.14361 | 15946 | 1922                 | LHL   | 2007 |       |
| P     | Maison sir Samuel Leonard Tilley                     | Téléverser     | Gagetown          | 69, rue Front                | 45.78452 -66.14478 | 1247  | 1786                 | LPP   | 1977 | [ 3 ] |
| F     | Maison Tilley                                        | Téléverser     | Gagetown          | 66, rue Front                | 45.7827 -66.1438   | 12662 | 1810                 | LHN   | 1965 | [ 4 ] |
| L     | Maison Tilley                                        | Téléverser     | Gagetown          | 69, rue Front                | 45.78455 -66.14432 | 15950 | 1786                 | LHL   | 2007 | [ 5 ] |
| L     | Musée du palais de justice du comté de Queens        | Téléverser     | Gagetown          | 16, chemin Court House       | 45.78556 -66.14815 | 15949 | 1836                 | LHL   | 2007 | [ 6 ] |
| L     | Musée Orange Hall                                    | Téléverser     | Gagetown          | Chemin Court House           | 45.78586 -66.14519 | 15948 | 1827                 | LHL   | 2007 |       |
| P     | Palais de justice du comté de Queens                 | Téléverser     | Gagetown          | 16, chemin Court House       | 45.78556 -66.14815 | 5978  | 1836                 | LPP   | 1995 | [ 7 ] |
| L     | Pierre tombale de James Peters                       | Téléverser     | Gagetown          | Rue Front                    | 45.78519 -66.14477 | 15947 |                      | LHL   | 2007 |       |
| L     | Salle du Souvenir                                    | Téléverser     | Gagetown          | 81, chemin Tilley            | 45.7857 -66.14693  | 15952 | 1923                 | LHL   | 2007 |       |
| L     | Site de la ferme Cossar                              | Téléverser     | Gagetown          | 16, chemin Fox               | 45.74063 -66.1349  | 15943 |                      | LHL   | 2007 |       |
| P     | Maison de l'archidiacre Hiram A. Cody                | Téléverser     | Johnston          | 37, voie Codys               | 45.87062 -65.82986 | 9991  | 1870                 | LPP   | 1979 |       |
| P     | Salle Codys Women's Institute                        | Téléverser     | Johnston          | 1, voie Codys                | 45.8746 -65.82662  | 7734  | 1870                 | LPP   | 1999 |       |
| L     | Maison Yeamans                                       | Maison Yeamans | Minto             | 4, chemin Yeamans            | 46.07695 -66.04988 | 12243 | 1845 (vers)          | LHL   | 2008 |       |
| L     | Monument sur l'histoire de l'exploitation du charbon | Téléverser     | Minto             | 187, rue Main                | 46.07545 -66.07343 | 12242 | 1930                 | LHL   | 2008 |       |